# Estefanía Matesanz Romero
Estefanía Matesanz Romero (Madrid, 1980) és una enginyera aeronàutica espanyola, actual degana del Col·legi Oficial d'Enginyers Aeronàutics d'Espanya, la primera en la seva història i la més jove. Va rebre el guardó «Dona per seguir» el 2017 a la categoría de Ciència i Tecnologia.
És responsable de l'àrea d'Enginyeria de Producció i l'Oficina Tècnica de MRO
 i de Aeronavegabilidad Continuada a Airbus Helicopters, responsable de Aviation Safety Board i Renovadora de Certificats de Aeronavegabilidad de la flota d'helicòpters de l'Exèrcit de Terra.
Anteriorment va ser auditora del Departament de Qualitat de Pullmantur Air, responsable de flota del Departament d'Enginyeria de Swiftair, representant tècnic a l'Adreça Tècnica de Swiftair, responsable de disseny elèctric a Crespo i Blasco i cap de producció a Bruesa Construcció, a l'aeroport de Madrid-Barajas.